# 레드 애로 (버스)

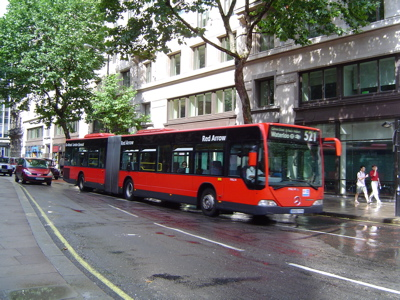
레드 애로

레드 애로(Red Arrow)는 런던 중심부를 운행하는 1층 버스이다.
레드 애로는 런던 중심부에서 빈번한 통근 서비스로 사용되는 두 개의 현재 및 이전 런던 버스 제한 정류장 노선에 부여된 브랜드 이름이다. 현재 레드 애로 서비스는 루트 507과 521로 구성되지만 2009년 9월부터 2016년 5월까지 이 이름의 사용이 중단되었다.